# Endangered Species (album de Big Pun)
Pour les articles homonymes, voir Endangered Species.
Albums de Big Pun
Yeeeah Baby
(2000)
Singles
1. How We Roll
Sortie : 2001

Endangered Species est une compilation posthume de Big Pun, sortie le 3 avril 2001.
L'opus, qui comprend des titres inédits ainsi que des tubes ou des featurings de Big Pun, s'est classé 3e au Top R&B/Hip-Hop Albums et 7e au Billboard 200.

## Liste des titres
| No  | Titre | Album original                                                | Durée |
| --- | --- | ------------------------------------------------------------- | ----- |
| 1.  | Intro | Inédit                                                        | 0:15  |
| 2.  | You Ain't A Killer (Produit par Young Lord)                                                              | Capital Punishment                                            | 3:52  |
| 3.  | Twinz (Deep Cover '98) (Produit par Big Pun et Fat Joe)                                                  | Capital Punishment                                            | 3:48  |
| 4.  | Whatcha Gon Da (Produit par Juju)                                                                        | The Album (album de Terror Squad)                             | 3:07  |
| 5.  | How We Roll (featuring Ashanti – Produit par Irv Gotti et Tru Stylze)                                    | Inédit                                                        | 3:34  |
| 6.  | Still Not a Player (featuring Joe – Produit par Knobody)                                                 | Capital Punishment                                            | 3:58  |
| 7.  | Off the Books (featuring Cuban Link – Produit par The Beatnuts)                                          | Stone Crazy (album des Beatnuts)                              | 2:48  |
| 8.  | Words from Nore (featuring Noreaga)                                                                      | Inédit                                                        | 0:52  |
| 9.  | Banned from T.V. (featuring Noreaga, Cam'ron, Jadakiss, Nature et Styles P – Produit par Swizz Beatz)    | N.O.R.E. (album de Noreaga)                                   | 4:19  |
| 10. | Mamma (featuring Tony Sunshine – Produit par The Alchemist)                                              | Inédit                                                        | 4:16  |
| 11. | The Beat Box                                                                                             | Inédit                                                        | 0:14  |
| 12. | Brave in the Heart (featuring Terror Squad – Produit par Mike Heron, V.I.C.)                             | Inédit                                                        | 3:56  |
| 13. | The Dream Shatterer (Original Version) (Produit par Buckwild)                                            | Capital Punishment                                            | 3:19  |
| 14. | Words with Fat Joe (Interprété par Fat Joe)                                                              | Inédit                                                        | 0:37  |
| 15. | John Blaze (featuring Jadakiss, Nas, Raekwon et Fat Joe – Produit par Ski)                               | Don Cartagena (album de Fat Joe)                              | 4:06  |
| 16. | My World (Produit par Ez Elpee)                                                                          | Inédit                                                        | 3:29  |
| 17. | Pina Colada (featuring Sheek Louch – Produit par Swizz Beatz)                                            | Ryde or Die Vol. 1 (album du label Ruff Ryders Entertainment) | 4:09  |
| 18. | Top of the World (Remix) (featuring Brandy et Fat Joe – Remix de Rodney Jerkins)                         | Never Say Never (album de Brandy)                             | 3:48  |
| 19. | Livin' La Vida Loca (Remix) (featuring Ricky Martin, Cuban Link et Fat Joe – Produit par Poke and Tone)  | Ricky Martin (album de Ricky Martin)                          | 2:43  |
| 20. | Fire Water (featuring Armageddon, Raekwon et Fat Joe)                                                    | Face B d'Envy (single de Fat Joe)                             | 4:15  |
| 21. | Drop it Heavy / Fantastic 4 (Produit par DURO et DJ Clue?)                                               | Inédit                                                        | 2:18  |
| 22. | Freestyle (featuring Remy Martin – Produit par Sean Cane)                                                | Inédit                                                        | 1:33  |
| 23. | Wishful Thinking (featuring B-Real et Kool G Rap)                                                        | Inédit                                                        | 4:00  |
| 24. | How We Roll '98 (featuring Amanda Rios, Chris Rios et Vanessa Rios – Produit par K-Cut et Tumblin' Dice) | Inédit                                                        | 4:07  |